# Bolero (prenda)

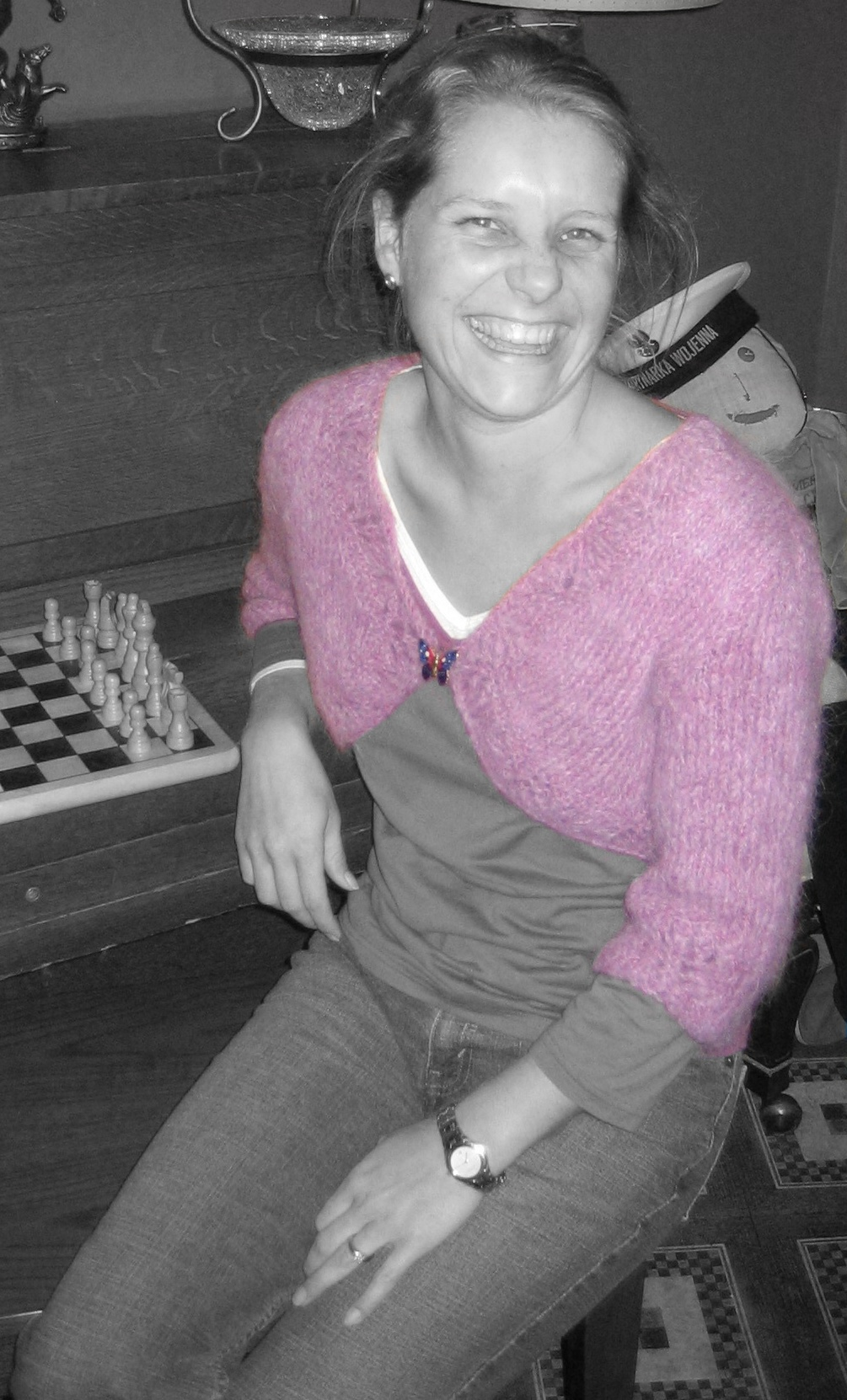
Joven con bolero.

El bolero es una prenda de semiabrigo que se lleva sobre el vestido, la blusa o la camiseta. Puede ser de manga corta, manga larga o sin mangas y se fabrica en una gran variedad de materiales que van desde los más abrigados como la lana hasta los más ligeros como el raso, la seda o el encaje o tejido a crochet o agujas. 
Dependiendo del material con que está confeccionado y del corte puede ser una prenda muy elegante apropiada para llevarla en fiestas o utilizarse como una chaqueta de a diario. Existen también boleros confeccionados expresamente para llevar sobre el vestido de novia dando un toque elegante al conjunto y protegiendo del frío los hombros y la parte descubierta de la espalda de la novia.